# Martirio dei pellegrini e funerali di sant'Orsola
Il Martirio dei pellegrini e funerali di sant'Orsola è un telero (tempera su tela, 271x561 cm) di Vittore Carpaccio, firmato e datato 1493 e conservato nelle Gallerie dell'Accademia di Venezia. Si tratta del quarto episodio dipinto per le Storie di sant'Orsola, già nella Scuola di Sant'Orsola a Venezia, ma dal punto di vista dello sviluppo del racconto è l'ottavo e penultimo.

## La leggenda
Carpaccio si basò su una Passio secondo cui la cristiana Orsola, figlia del re di Bretagna, accettò di sposare il giovane principe inglese Ereo, pagano, a patto che questi si convertisse e andasse con lei in pellegrinaggio per l'Europa. I due vennero uniti in matrimonio a Roma da papa Ciriaco, che li seguì nel viaggio di ritorno, durante il quale i pellegrini sbarcarono a Colonia occupata dagli Unni di Attila. Questi si invaghì di Orsola e cercò di farla sua. Al rifiuto della donna si scatenò la furia degli Unni che la martirizzarono assieme a Ereo, a papa Ciriaco, e alle 11.000 vergini compagne.
La Passio riprende fatti realmente accaduti, benché alcuni elementi narrativi siano chiaramente inverosimili: innanzitutto non è mai esistito un papa di nome Ciriaco, sebbene sia però possibile che si trattasse di Siricio, che comunque non morì martire; il marito di Orsola, identificabile col sovrano britannico Conan Meriadoc, dopo la celebrazione del loro matrimonio e la nascita del loro figlio (figura assente in tutti i testi agiografici) ritornò con quest'ultimo in patria, senza dunque andare incontro a fine violenta ; il numero esatto delle vergini compagne di Orsola non si conosce ma di sicuro esse erano molto ben meno di undicimila (l'equivoco ebbe probabilmente origine da un errore di trascrizione dove era indicato il "martirio di Orsola e delle sue compagne ad undecim milia", ovvero in un luogo a undici miglia dalla città di Colonia); in quanto al re unno, è impossibile che fosse Attila, dato che costui nacque nel 395, lo stesso anno della morte di Conan, ma più plausibilmente si trattava invece di Melga, che insieme al re dei Pitti avrebbe tentato di piegare alle loro voglie le compagne di Orsola, le quali furono poi uccise per essersi rifiutate. Inoltre il massacro delle vergini a quanto pare non avvenne solo a Colonia: alcune donne sarebbero state precedentemente assassinate durante i loro spostamenti da un regno all'altro, nel periodo in cui Conan si adoperava per popolare il suo territorio in accordo col padre di Orsola, il quale gli aveva inviato in tutto 72.000 vergini.
C'è chi peraltro dà credito a una storia completamente diversa, secondo cui Orsola e le sue compagne erano fanciulle che avrebbero patito il martirio sotto Diocleziano, sulla base di un'antica epigrafe rinvenuta a Colonia.

## Stile e descrizione
La composizione è bipartita dalla colonna in primo piano, che separa la concitata scena del Martirio da quella solennemente composta dei Funerali. La padronanza prospettica è piena e permette di orchestrare, con una scansione calibrata, i due episodi, che appaiono diversi per ambientazione e per tono drammatico.
La firma dell'artista e la data si trovano su un cartiglio alla base della colonna che porta lo stemma Loredan incrociato con un altro, forse dei Caotorta.

### Il martirio

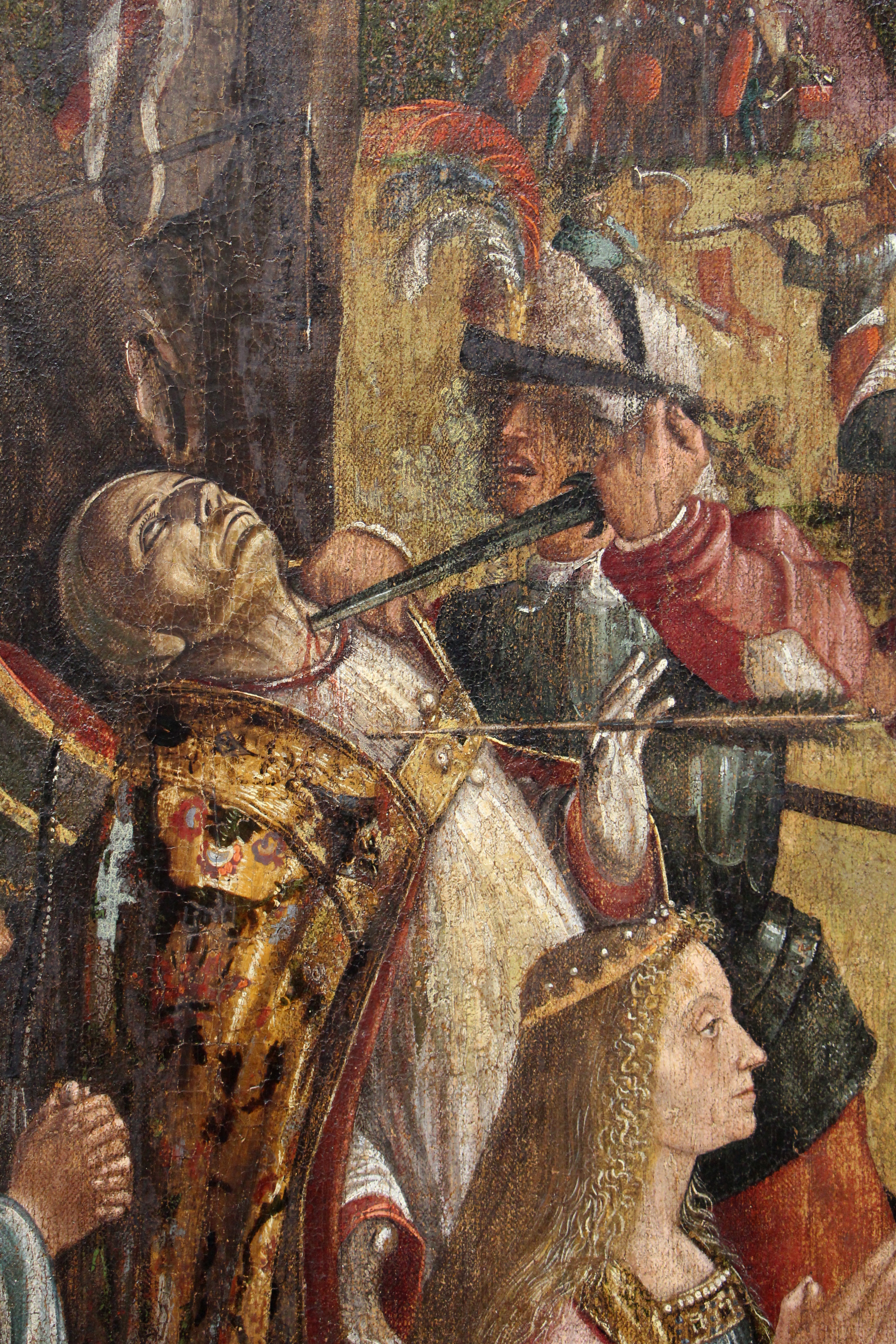
Dettaglio con Sant'Orsola e l'uccisione di papa Ciriaco

L'episodio sinistro, più grande dell'altro, è organizzato in una radura, dove un filare d'alberi mostra la profondità prospettica, suggerita anche dal profilo boscoso di una lunga collina sulla quale si trova un insediamento con mura e torri, visione ideale di Colonia, che assomiglia a una città dell'entroterra veneto.

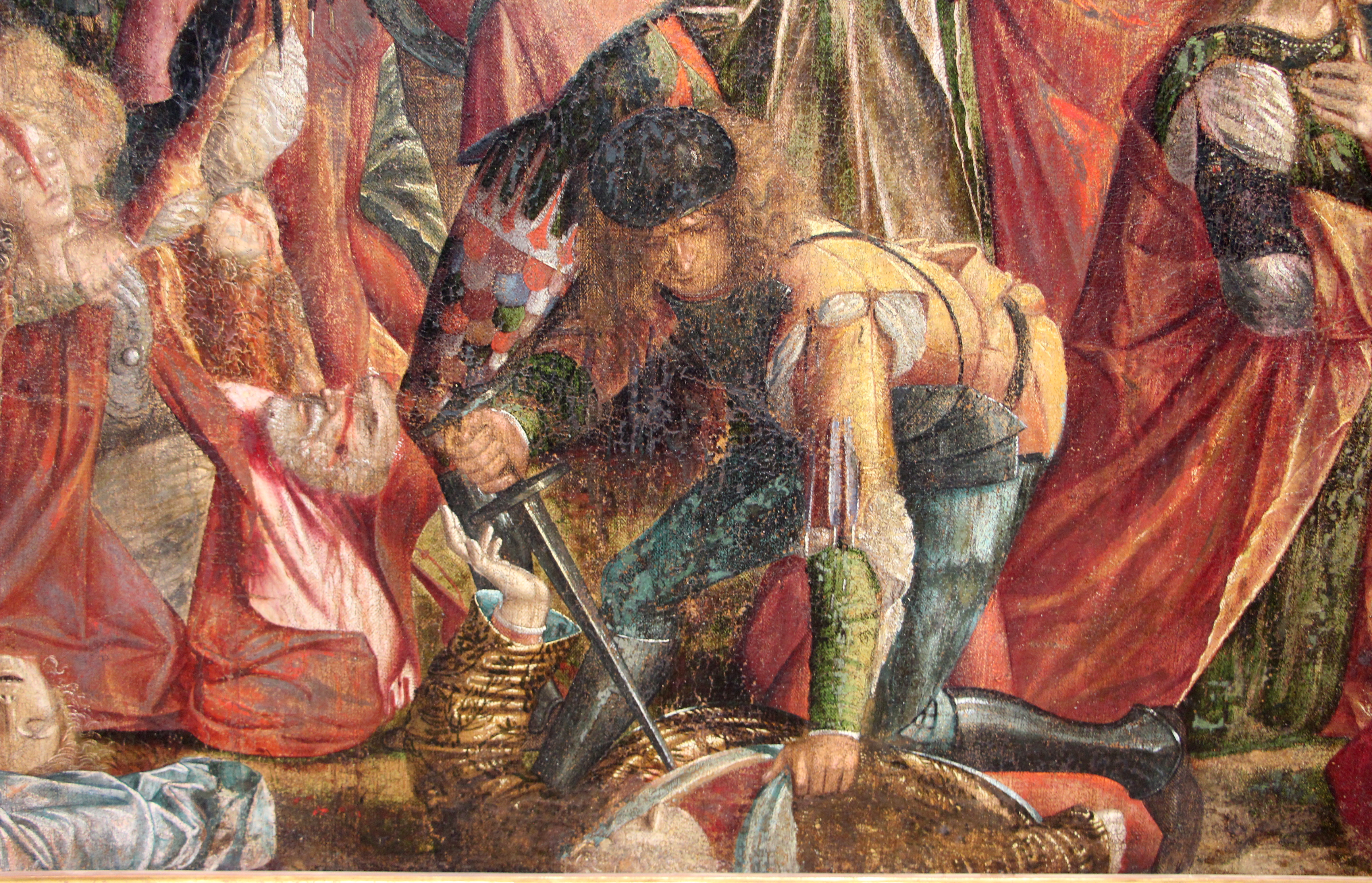
Dettaglio con l'uccisione di Ereo, al centro, trafitto nonostante le suppliche, e il massacro del suo seguito, a sinistra

I soldati unni si accaniscono con ferocia sui cristiani, uccidendo con spade, frecce e pugnali chiunque. In primo piano è raffigurata Orsola con la corona, inginocchiata e serena in attesa del martirio, mentre un arciere biondo davanti a lei, abbigliato in maniera particolarmente preziosa, sta per saettarla (l'unno in questione era già apparso nel settimo telero della serie, ovvero l' Arrivo dei pellegrini a Colonia). Accanto alla principessa, sotto il primo albero del filare, papa Ciriaco viene colpito con una spada alla gola e con un dardo al petto, e cadendo con la testa all'indietro perde il triregno. Ereo, riconoscibile dietro la sposa per la corona (sebbene questa sia inquadrata solo di scorcio) e lo sfarzoso robone che portava anche nell' Incontro dei pellegrini col papa, è atterrato da un unno che ignorando le sue suppliche gli ficca quindi una lama all'altezza del cuore: quella del giovane non è certo una reazione dettata dal terrore della morte, sottenendo invece una sua estrema prova d'amore per Orsola, che egli vorrebbe appunto ancora difendere con le sue capacità di guerriero. Due compagne di Orsola stanno inginocchiate tra i principi in ispirata preghiera, mentre dietro di loro divampa la strage: un prelato barcolla essendo stato raggiunto da una freccia in pieno viso, una vergine viene decapitata, un'altra ha la testa spaccata da un colpo di spada, un'altra ancora è strattonata per i capelli mentre tenta di fuggire. Non manca l'eccidio del seguito di Ereo, con un vecchio dignitario letteralmente tagliato in due e la pietosa sorte di un valletto (se non addirittura un paggio, data la giovanissima età): la testa di questa vittima, spiccata via dal busto, rimane macabramente capovolta mentre il sangue ricade sul volto e cosparge il terreno intorno fino a raggiungere l'area in cui viene assassinato il suo signore. Proiettando lo sguardo in lontananza lo spettatore può quasi credere che il massacro si prolunghi all'infinito.

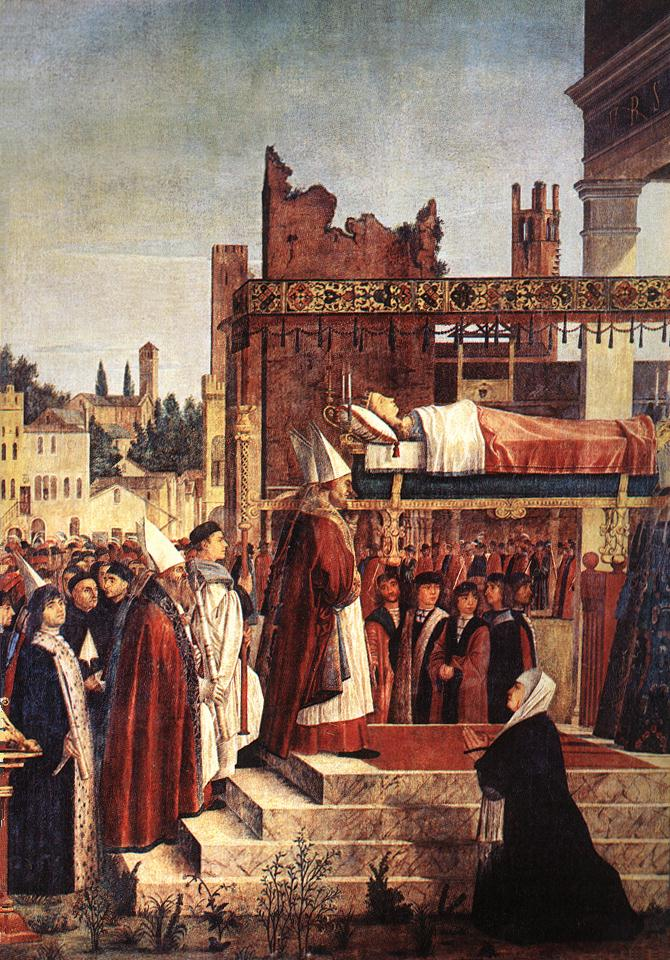
Dettaglio coi funerali di Orsola e la donna in preghiera

Al centro dell'intera composizione si trova un soldato nell'atto di sguainare la spada; il fine contrappunto della posa classicheggiante si discosta per realismo fisiognomico e acutezza espressiva dall'idealizzato classicismo alla Perugino, allora così in voga. Alle spalle di questo personaggio un trombettiere a cavallo galoppa incitando alla strage. Presso la colonna si trova il re unno, ben protetto da alcuni soldati armati che con le loro lance coprono gran parte della sua figura ma non la faccia, mostrata frontalmente: anch'egli cavalca un destriero. I numerosi vessilli biancorossi dei barbari, secondo il processo di attualizzazione del tema sacro voluto dalla committenza, richiamano Maometto II e le sue schiere di Ottomani, rappresentati come Unni ma "smascherati" dal soldato moro (allusioni in questo senso sono presenti anche nell'omologa scena del Reliquiario di sant'Orsola, eseguita da Hans Memling).
In questa parte del telero ogni movimento, anche il più scomposto, si integra nell'orchestrazione ritmata del dipinto, soprattutto il gioco delle linee delle armi bianche, studiate una per una per essere individuate dalla luce.

### I funerali
La scena dei funerali è composta secondo sentimenti di solennità, con un pacato corteo che incede silenzioso dietro il catafalco della santa, sorretto da quattro vescovi e coperto da un baldacchino preziosamente ricamato. Stanno entrando in una sorta di mausoleo, sul cui frontone si legge "Ursula".
Molto curati sono i ritratti dei personaggi presenti, tra cui spicca la donna inginocchiata sulla destra, forse una componente della famiglia Caotorta che era già defunta nel 1493, il che spiegherebbe la sua posizione distaccata dalla scena. Sullo sfondo si vede un panorama cittadino con rovine ed edifici dalle forme tipicamente veneziane.